# Chrigu Freiburghaus
Chrigu Freiburghaus (* 1. Juli 1968 als Christian Freiburghaus) ist ein Volksmusikant aus Murten im Schweizer Kanton Freiburg. 

## Leben und Wirken
Von Beruf ist Freiburghaus Informatiker. Als Volksmusikant singt und spielt er Schwyzerörgeli und Gitarre. Sein Musiklehrer war Martin Schütz. 1986–1994 leitete er das von ihm gegründete Schwyzerörgeliquartett Moosbuebe. Sein Beitritt zur Musikgruppe Bumerang ergab eine erneute Zusammenarbeit mit Martin Schütz.
Ab 2012 war Freiburghaus zusammen mit Marcel Zumbrunn, Stefan Schwarz und Christian Wyss Mitglied der Band Schabernack, die 2019 aufgelöst wurde.

## Diskografie
Mit Bumerang:
- Fromage Suisse
- Sälüüü
- Merksch öppis?
- Am Louberhorn-Renne